# Дальняя (Московская область)
Дальняя — деревня в Московской области России. Входит в Павлово-Посадский городской округ. Население — 161 чел. (2010).

## География
Деревня Дальняя расположена в северной части городского округа, примерно в 17 км к северу от города Павловский Посад. Высота над уровнем моря 136 м. В 0,7 км к югу от деревни находится озеро Дальнее. В деревне 1 улица — 1 Мая, к деревне приписано 49 СНТ. Ближайший населённый пункт — деревня Тимково Ногинского района.

## История
В 1926 году деревня являлась центром Дальнинского сельсовета Пригородной волости Богородского уезда Московской губернии, имелась школа 1-й ступени и клуб.
С 1929 года — населённый пункт в составе Павлово-Посадского района Орехово-Зуевского округа Московской области, с 1930-го, в связи с упразднением округа, — в составе Павлово-Посадского района Московской области.
До муниципальной реформы 2006 года Дальняя входила в состав Кузнецовского сельского округа Павлово-Посадского района.
В деревне имеется часовня.
С 2004 до 2017 гг. деревня входила в Кузнецовское сельское поселение Павлово-Посадского муниципального района.

## Население
В 1926 году в деревне проживало 346 человек (170 мужчин, 176 женщин), насчитывалось 68 хозяйств, из которых 61 было крестьянское. По переписи 2002 года — 46 человек (18 мужчин, 28 женщин).
| 1926 | 2002 | 2006 | 2010 |
| ---- | ---- | ---- | ---- |
| 346  | ↘46  | ↗48  | ↗161 |